# Look (cigarettmärke)
Look är ett cigarettmärke från det danska tobaksbolaget House of Prince. 
Märket finns i fyra olika varianter och är 100 mm lång. Look Original kallas vardagligt röd Look. Introduceringen i Sverige skedde år 1966. Tobaksblandningen i Look är American blend.

## Look Original
- Tjära 10 mg
- Nikotin 0,9 mg
- Kolmonoxid 10 mg

## Look Gold
- Tjära 8 mg
- Nikotin 0,7 mg
- Kolmonoxid 8 mg

## Look Silver
- Tjära 6 mg
- Nikotin 0,6 mg
- Kolmonoxid 6 mg

## Look Menthol
- Tjära 10 mg
- Nikotin 0,9 mg
- Kolmonoxid 10 mg